# Syngrapha borea
Syngrapha borea är en fjärilsart som beskrevs av Mcdunnough 1944. Syngrapha borea ingår i släktet Syngrapha och familjen nattflyn. Inga underarter finns listade i Catalogue of Life.